# 2-hydroxypropylacrylaat
2-hydroxypropylacrylaat is een corrosieve en toxische organische verbinding met als brutoformule C6H10O3. De stof komt voor als een kleurloze vloeistof, die mengbaar is met water. De verbinding wordt gestabiliseerd met fenol of fenolderivaten.

## Toepassingen
2-hydroxypropylacrylaat wordt gebruikt bij de productie van homo- en copolymeren. Het is ook een nuttige verbinding als basisbouwsteen bij organische en anorganische syntheses, omdat het makkelijk additiereacties aangaat.

## Toxicologie en veiligheid
2-hydroxypropylacrylaat kan polymeriseren ten gevolge van verhitting, aanwezigheid van een initiator of UV-licht. Om polymerisatie tegen te gaan moet de stof steeds in lucht worden bewaard en nooit onder inerte atmosfeer. De stof ontleedt bij verhitting, met vorming van corrosieve dampen (acrylzuur en acroleïne).
De stof is corrosief voor de ogen, de huid en de luchtwegen. Inademing van damp kan longoedeem veroorzaken